# Ehmedê Xanî
Ehmedê Xanî, (o Ahmad Janí), (1650 Hakkari - 1707 Ağrı) fue un escritor, poeta, astrónomo y filósofo kurdo.

## Biografía
Nació en la tribu de Khani, en la Provincia de Hakkâri, en la actual Turquía. Se trasladó a Bayezid en Ritkán y se asentó allí. Más tarde comenzaría con la enseñanza del kurdo (kurmaní) a nivel básico. Khani hablaba con fluidez kurdo, árabe y persa. Escribió su vocabulario árabe-kurdo, el Nûbihara Biçûkan («La fuente de los niños») en 1683 para ayudar a los niños en su proceso de aprendizaje.
En su obra, el patriotismo kurdo y la realidad kurda son muy fuertes. Mientras que la mayoría de los pensadores de Oriente Medio estaban en medio de diversos conflictos para identificarse como cristianos o musulmanes, más que por sus orígenes étnicos, las propuestas de Xanî se centraban en un Kurdistán independiente. Hay que tener en cuenta que Xanî vivió antes del surgimiento de los nacionalismos modernos.

## Obra
Su obra más importante es la clásica historia de amor kurda Mem û Zîn (1692; «Mem y Zin»), que se considera la epopeya de la literatura kurda. Se cree que es el primer kurdo que elaboró la independencia kurda en sus escritos. En su Mem û Zîn hay un largo poema de más de 2650 pareados sobre ello. También legó una detallada imagen de la vida de los kurdos en el siglo XVII en su obra.
Entre sus otras obras se incluye el libro Eqîdeya Îmanê' («El camino de la fe»), que es parte lírico y parte prosa. El libro explica los cinco pilares de la fe islámica. Se publicó en 2000, en Suecia.
1. Mem û Zîn[3] («Mem y Zin»)
2. Eqîdeya Îmanê[4] («El camino de la fe»)
3. Nûbihara Biçûkan[5] («La primavera de los niños»)